# Benzineverbod
Het Benzineverbod was een in 1917 door de Nederlandse minister Posthuma uitgevaardigd verbod in verband met de benzineschaarste in Nederland als gevolg van de Eerste Wereldoorlog. 
Het verbood niet het rijden met motorfietsen en automobielen, maar het vervoer van benzine in de tank. Dat leidde uiteraard tot allerlei creatieve oplossingen om de benzine anders te vervoeren, bijvoorbeeld in een los flesje met een slangetje naar de carburateur. Ook werd de carburateur soms vervangen door een petroleum-vaporisator (verdamper) of pulverisator om aldus op petroleum te kunnen rijden.